# Cumberland Center
Cumberland Center is een plaats (census-designated place) in de Amerikaanse staat Maine, en valt bestuurlijk gezien onder Cumberland County.

## Demografie
Bij de volkstelling in 2000 werd het aantal inwoners vastgesteld op 2596.

## Geografie
Volgens het United States Census Bureau beslaat de plaats een oppervlakte van 11,0 km², geheel bestaande uit land. Cumberland Center ligt op ongeveer 111 m boven zeeniveau.

## Plaatsen in de nabije omgeving
De onderstaande figuur toont nabijgelegen plaatsen in een straal van 16 km rond Cumberland Center.